# Saison 1979-1980 de snooker
Navigation
1978-1979 1980-1981
La saison 1979-1980 de snooker est la 12e saison de snooker. Elle regroupe 25 tournois organisés par la WPBSA entre le 9 juillet 1979 et le 17 mai 1980.

## Nouveautés
- La saison débute par trois épreuves en Afrique du Sud au lieu d'une : le Classique Kronenbrau 1308 et le tournoi international Limosin précèdent le championnat d'Afrique du Sud.
- Le championnat d'Australie est renommé Masters d'Australie.
- La coupe du monde, épreuve par équipes, fait son apparition au calendrier.
- Le championnat du Canada fait son entrée au calendrier en tant que tournoi « professionnel », tandis que le championnat du pays de Galles fait son retour après seulement un an d'interruption.
- Création du Classique de snooker, du tournoi international Padmore Super Crystalate, de la British Golden Cup, du championnat d'Écosse et des tournois Pontins Camber Sands.
- Disparition après une seule édition du tournoi champion des champions, du tournoi international Holsten Lager et du tournoi Forward Chemicals. Arrêt également du Masters en or.

## Calendrier
| C = Tournoi classé (professionnel)              |
| NC = Tournoi non classé (professionnel)         |
| TE = Tournoi par équipes (professionnel)        |
| P/A = Tournoi pro-am (professionnel et amateur) |

| Dates (mois-jour) | Dates (mois-jour) | Tournoi                                        | Lieu                     | Site                                 | Cat. | Vainqueur           | Finaliste               | Score   | Références |
| 07–09             | 07–20             | Tournoi international Limosin                  | Cape Town                | Good Hope Centre                     | NC   | Eddie Charlton      | John Spencer            | 23–19   | ,          |
| 07–2?             | 07–2?             | Classique Kronenbrau 1308                      | Johannesburg             |                                      | NC   | Eddie Charlton      | Ray Reardon             | 7–4     | [ 1 ]      |
| 08–??             | 08–??             | Championnat d'Afrique du Sud                   | Drapeau d'Afrique du Sud |                                      | NC   | Derek Mienie        | Jimmy van Rensberg (en) | 9–6     | ,          |
| 08–??             | 08–??             | Masters d'Australie                            | Sydney                   | Channel 10 Television Studios        | NC   | Ian Anderson        | Perrie Mans             | [ n 1 ] | [ 5 ]      |
| 09–??             | 09–??             | Open du Canada                                 | Toronto                  | Canadian National Exhibition Stadium | NC   | Cliff Thorburn      | Terry Griffiths         | 17–16   | [ 6 ]      |
| 10-??             | 10-??             | Tournoi pro-am Pontins (automne)               | Prestatyn                | Pontins                              | P/A  | Tony Knowles        | Dave Martin (en)        | 7-0     |            |
| 10–20             | 10–27             | Coupe du monde                                 | Birmingham               | Haden Hill Leisure Centre            | TE   | Pays de Galles      | Angleterre              | 14–3    | ,          |
| 11–19             | 12–01             | Championnat du Royaume-Uni                     | Preston                  | Preston Guild Hall                   | NC   | John Virgo          | Terry Griffiths         | 14–13   | ,          |
| 12–27             | 12–30             | Pot Black                                      | Birmingham               | Studios Pebble Mill                  | NC   | Eddie Charlton      | Ray Reardon             | 2–1     | ,          |
| 01–??             | 01–??             | Championnat du Canada                          | Drapeau du Canada        |                                      | NC   | Cliff Thorburn      | Jim Wych (en)           | 9–6     | [ 3 ]      |
| 01–07             | 01–08             | Classique de snooker                           | Manchester               | New Century Hall                     | NC   | John Spencer        | Alex Higgins            | 4–3     | ,          |
| 01–14             | 01–17             | Tournoi international Padmore Super Crystalate | West Bromwich            | Gala Baths                           | NC   | Alex Higgins        | Perrie Mans             | 4–2     | [ 16 ]     |
| 01–27             | 01–29             | Championnat du pays de Galles                  | Ebbw Vale                | Ebbw Vale Leisure Centre             | NC   | Doug Mountjoy       | Ray Reardon             | 9–6     | ,          |
| 02–??             | 02–??             | Classique Tolly Cobbold                        | Ipswich                  | Corn Exchange                        | NC   | Alex Higgins        | Dennis Taylor           | 5–4     | [ 18 ]     |
| 02–05             | 02–09             | Masters                                        | Londres                  | Wembley Conference Centre            | NC   | Terry Griffiths     | Alex Higgins            | 9–5     | ,          |
| 02–02             | 02–12             | Tournoi international de Bombay                | Bombay                   | Bombay Gymkhana                      | NC   | John Virgo          | Cliff Thorburn          | 13–7    | ,          |
| 02–13             | 02–16             | Masters d'Irlande                              | Kill                     | Goff's                               | NC   | Terry Griffiths     | Doug Mountjoy           | 9–8     | ,          |
| 02–24             | 02–28             | British Gold Cup                               | Derby                    | Assembly Rooms                       | NC   | Alex Higgins        | Ray Reardon             | 5–1     | ,          |
| 04–02             | 04–03             | Championnat d'Écosse                           | Kildrum                  | Cumbernauld Theatre                  | NC   | Eddie Sinclair (en) | Chris Ross              | 11–6    | ,          |
| 04–17             | 04–19             | Championnat d'Irlande                          | Belfast                  | Ulster Hall                          | NC   | Dennis Taylor       | Alex Higgins            | 21–15   | [ 30 ]     |
| 04–22             | 05–05             | Championnat du monde                           | Sheffield                | Crucible Theatre                     | C    | Cliff Thorburn      | Alex Higgins            | 18–16   | ,          |
| 05–03             | 05–10             | Tournoi Pontins professionnel                  | Prestatyn                | Pontins                              | NC   | John Virgo          | Ray Reardon             | 9–6     | ,          |
| 05–03             | 05–10             | Tournoi Pontins pro-am (printemps)             | Prestatyn                | Pontins                              | P/A  | Willie Thorne       | Cliff Wilson            | 7-3     |            |
| 05–10             | 05–17             | Tournoi Pontins Camber Sands professionnel     | Rye                      | Camber Sands Holiday Village         | NC   | Alex Higgins        | Dennis Taylor           | 9–7     | ,          |
| 05–10             | 05–17             | Tournoi Pontins Camber Sands pro-am            | Rye                      | Camber Sands Holiday Village         | P/A  | Dennis Taylor       | Geoff Foulds (en)       | 7-5     |            |

## Classement mondialen début et fin de saison

### Classement après lechampionnat du monde 1979
| Rang | Évol.         | Joueur               | Points |
| 1    | en stagnation | Ray Reardon          | 12     |
| 2    | 8             | Perrie Mans          | 8      |
| 3    | en stagnation | Eddie Charlton       | 8      |
| 4    | 2             | John Spencer         | 8      |
| 5    | 1             | Cliff Thorburn       | 7      |
| 6    | 3             | Fred Davis           | 6      |
| 7    | 2             | Alex Higgins         | 6      |
| 8    | 4             | Dennis Taylor        | 6      |
| 9    | 1             | Graham Miles         | 5      |
| 10   | 3             | John Pulman          | 5      |
| 11   | 8             | Patsy Fagan          | 3      |
| 12   | 5             | Bill Werbeniuk       | 3      |
| 13   | 1             | David Taylor         | 3      |
| 14   | en stagnation | Doug Mountjoy        | 3      |
| 15   | 5             | Willie Thorne        | 2      |
| 16   | 1             | Jim Meadowcroft (en) | 2      |

### Classement après lechampionnat du monde 1980
| Rang | Évol.         | Joueur          | Points |
| 1    | en stagnation | Ray Reardon     | 9      |
| 2    | 6             | Dennis Taylor   | 8      |
| 3    | en stagnation | Eddie Charlton  | 8      |
| 4    | en stagnation | John Spencer    | 7      |
| 5    | en stagnation | Cliff Thorburn  | 7      |
| 6    | en stagnation | Fred Davis      | 6      |
| 7    | 6             | Perrie Mans     | 6      |
| 8    | Nouveau       | Terry Griffiths | 5      |
| 9    | en stagnation | Graham Miles    | 5      |
| 10   | 9             | John Virgo      | 4      |
| 11   | 4             | Alex Higgins    | 4      |
| 12   | en stagnation | Bill Werbeniuk  | 4      |
| 13   | 1             | Doug Mountjoy   | 4      |
| 14   | 4             | John Pulman     | 4      |
| 15   | 2             | David Taylor    | 3      |
| 16   | 5             | Patsy Fagan     | 3      |